# ALMS-Saison 2010
Die American Le Mans Series 2010 begann mit dem 12-Stunden-Rennen von Sebring am 20. März 2010 und endete mit dem Petit Le Mans am 2. Oktober 2010 auf der Road Atlanta.

## Ergebnisse

### Rennkalender
Gesamtsieger sind fett hervorgehoben.
| Nr. | Datum      | Rennname / Rennstrecke                                          | Klasse | Team                       | Sieger                                               | Fahrzeug            |
| --- | ---------- | --------------------------------------------------------------- | ------ | -------------------------- | ---------------------------------------------------- | ------------------- |
| 1   | 20. März   | 12-Stunden-Rennen von Sebring Sebring International Raceway     | LMP    | Team Peugeot Total         | Marc Gené Alexander Wurz Anthony Davidson            | Peugeot 908 HDi FAP |
| 1   | 20. März   | 12-Stunden-Rennen von Sebring Sebring International Raceway     | LMPC   | Level 5 Motorsports        | Scott Tucker Christophe Bouchut Mark Wilkins         | Oreca FLM09         |
| 1   | 20. März   | 12-Stunden-Rennen von Sebring Sebring International Raceway     | GT     | Risi Competizione          | Pierre Kaffer Gianmaria Bruni Jaime Melo             | Ferrari F430GT2     |
| 1   | 20. März   | 12-Stunden-Rennen von Sebring Sebring International Raceway     | GTC    | Alex Job Racing            | Butch Leitzinger Leh Keen Juan González              | Porsche 997 GT3 Cup |
|     |            |                                                                 |        |                            |                                                      |                     |
| 2   | 17. April  | 100-Minuten-Rennen von Long Beach Long Beach Grand Prix Circuit | LMP    | Patrón Highcroft Racing    | Simon Pagenaud David Brabham                         | Acura ARX-01c       |
| 2   | 17. April  | 100-Minuten-Rennen von Long Beach Long Beach Grand Prix Circuit | LMPC   | Green Earth Team Gunnar    | Gunnar Jeannette Elton Julian                        | Oreca FLM09         |
| 2   | 17. April  | 100-Minuten-Rennen von Long Beach Long Beach Grand Prix Circuit | GT     | Flying Lizard Motorsports  | Jörg Bergmeister Patrick Long                        | Porsche 997 GT3 RSR |
| 2   | 17. April  | 100-Minuten-Rennen von Long Beach Long Beach Grand Prix Circuit | GTC    | Alex Job Racing            | Butch Leitzinger Juan González                       | Porsche 997 GT3 Cup |
|     |            |                                                                 |        |                            |                                                      |                     |
| 3   | 22. Mai    | 6-Stunden-Rennen von Laguna Seca Laguna Seca Raceway            | LMP    | Patrón Highcroft Racing    | Simon Pagenaud David Brabham Marino Franchitti       | Acura ARX-01c       |
| 3   | 22. Mai    | 6-Stunden-Rennen von Laguna Seca Laguna Seca Raceway            | LMPC   | Level 5 Motorsports        | Scott Tucker Christophe Bouchut Mark Wilkins         | Oreca FLM09         |
| 3   | 22. Mai    | 6-Stunden-Rennen von Laguna Seca Laguna Seca Raceway            | GT     | Flying Lizard Motorsports  | Jörg Bergmeister Patrick Long                        | Porsche 997 GT3 RSR |
| 3   | 22. Mai    | 6-Stunden-Rennen von Laguna Seca Laguna Seca Raceway            | GTC    | Black Swan Racing          | Tim Pappas Jeroen Bleekemolen Sebastiaan Bleekemolen | Porsche 997 GT3 Cup |
|     |            |                                                                 |        |                            |                                                      |                     |
| 4   | 10. Juli   | 2,45-Stunden-Rennen von Salt Lake City Miller Motorsports Park  | LMP    | Patrón Highcroft Racing    | Simon Pagenaud David Brabham                         | Acura ARX-01c       |
| 4   | 10. Juli   | 2,45-Stunden-Rennen von Salt Lake City Miller Motorsports Park  | LMPC   | Level 5 Motorsports        | Scott Tucker Christophe Bouchut                      | Oreca FLM09         |
| 4   | 10. Juli   | 2,45-Stunden-Rennen von Salt Lake City Miller Motorsports Park  | GT     | Risi Competizione          | Gianmaria Bruni Jaime Melo                           | Ferrari F430GT2     |
| 4   | 10. Juli   | 2,45-Stunden-Rennen von Salt Lake City Miller Motorsports Park  | GTC    | Black Swan Racing          | Tim Pappas Jeroen Bleekemolen                        | Porsche 997 GT3 Cup |
|     |            |                                                                 |        |                            |                                                      |                     |
| 5   | 24. Juli   | 2,45-Stunden-Rennen von Lime Rock Lime Rock Park                | LMP    | Muscle Milk Team Cytosport | Greg Pickett Klaus Graf                              | Porsche RS Spyder   |
| 5   | 24. Juli   | 2,45-Stunden-Rennen von Lime Rock Lime Rock Park                | LMPC   | Green Earth Team Gunnar    | Gunnar Jeannette Elton Julian                        | Oreca FLM09         |
| 5   | 24. Juli   | 2,45-Stunden-Rennen von Lime Rock Lime Rock Park                | GT     | Flying Lizard Motorsports  | Jörg Bergmeister Patrick Long                        | Porsche 997 GT3 RSR |
| 5   | 24. Juli   | 2,45-Stunden-Rennen von Lime Rock Lime Rock Park                | GTC    | The Racer’s Group          | Henri Richard Andy Lally                             | Porsche 997 GT3 Cup |
|     |            |                                                                 |        |                            |                                                      |                     |
| 6   | 7. August  | 2,45-Stunden-Rennen von Mid-Ohio Mid-Ohio Sports Car Course     | LMP    | Dyson Racing               | Chris Dyson Guy Smith                                | Lola B09/86         |
| 6   | 7. August  | 2,45-Stunden-Rennen von Mid-Ohio Mid-Ohio Sports Car Course     | LMPC   | Level 5 Motorsports        | Scott Tucker Christophe Bouchut                      | Oreca FLM09         |
| 6   | 7. August  | 2,45-Stunden-Rennen von Mid-Ohio Mid-Ohio Sports Car Course     | GT     | Risi Competizione          | Gianmaria Bruni Jaime Melo                           | Ferrari F430 GT2    |
| 6   | 7. August  | 2,45-Stunden-Rennen von Mid-Ohio Mid-Ohio Sports Car Course     | GTC    | Black Swan Racing          | Tim Pappas Jeroen Bleekemolen                        | Porsche 997 GT3 Cup |
|     |            |                                                                 |        |                            |                                                      |                     |
| 7   | 22. August | 4-Stunden-Rennen von Road America Road America                  | LMP    | Drayson Racing             | Paul Drayson Jonny Cocker                            | Lola B08/60         |
| 7   | 22. August | 4-Stunden-Rennen von Road America Road America                  | LMPC   | Level 5 Motorsports        | Scott Tucker Christophe Bouchut                      | Oreca FLM09         |
| 7   | 22. August | 4-Stunden-Rennen von Road America Road America                  | GT     | BMW Rahal Letterman Racing | Joey Hand Dirk Müller                                | BMW M3 E92          |
| 7   | 22. August | 4-Stunden-Rennen von Road America Road America                  | GTC    | Black Swan Racing          | Tim Pappas Jeroen Bleekemolen                        | Porsche 997 GT3 Cup |
|     |            |                                                                 |        |                            |                                                      |                     |
| 8   | 29. August | 2,45-Stunden-Rennen von Mosport Mosport International Raceway   | LMP    | Muscle Milk Team Cytosport | Romain Dumas Klaus Graf                              | Porsche RS Spyder   |
| 8   | 29. August | 2,45-Stunden-Rennen von Mosport Mosport International Raceway   | LMPC   | Green Earth Team Gunnar    | Gunnar Jeannette Elton Julian                        | Oreca FLM09         |
| 8   | 29. August | 2,45-Stunden-Rennen von Mosport Mosport International Raceway   | GT     | Flying Lizard Motorsports  | Jörg Bergmeister Patrick Long                        | Porsche 997 GT3 RSR |
| 8   | 29. August | 2,45-Stunden-Rennen von Mosport Mosport International Raceway   | GTC    | Velox Motorsports          | Shane Lewis Lawson Aschenbach                        | Porsche 997 GT3 Cup |
|     |            |                                                                 |        |                            |                                                      |                     |
| 9   | 2. Oktober | Petit Le Mans Road Atlanta                                      | LMP    | Team Peugeot Total         | Franck Montagny Pedro Lamy Stéphane Sarrazin         | Peugeot 908 HDi FAP |
| 9   | 2. Oktober | Petit Le Mans Road Atlanta                                      | LMPC   | Level 5 Motorsports        | Scott Tucker Burt Frisselle Marco Werner             | Oreca FLM09         |
| 9   | 2. Oktober | Petit Le Mans Road Atlanta                                      | GT     | Corvette Racing            | Pierre Kaffer Mika Salo Jaime Melo                   | Corvette C6.R GT2   |
| 9   | 2. Oktober | Petit Le Mans Road Atlanta                                      | GTC    | The Racer’s Group          | Henri Richard Andy Lally Duncan Ende                 | Porsche 997 GT3 Cup |

## Gesamtsieger
| Klasse | Fahrer                          | Team                    | Hersteller           | Hersteller           | Reifen               | Michelin Green X Challenge | Michelin Green X Challenge |
| Klasse | Fahrer                          | Team                    | Chassis              | Motor                | Reifen               | Chassis                    | Hersteller                 |
| ------ | ------------------------------- | ----------------------- | -------------------- | -------------------- | -------------------- | -------------------------- | -------------------------- |
| LMP    | Simon Pagenaud / David Brabham  | Patrón Highcroft Racing | HPD                  | HPD                  | Michelin             | Patrón Highcroft Racing    | HPD                        |
| LMPC   | Scott Tucker                    | Level 5 Motorsports     | nicht ausgeschrieben | nicht ausgeschrieben | nicht ausgeschrieben | Patrón Highcroft Racing    | HPD                        |
| GT     | Jörg Bergmeister / Patrick Long | BMW Team RLL            | BMW                  | BMW                  | Michelin             | Flying Lizard Motorsports  | Porsche                    |
| GTC    | Tim Pappas / Jeroen Bleekemolen | Black Swan Racing       | nicht ausgeschrieben | nicht ausgeschrieben | nicht ausgeschrieben | Flying Lizard Motorsports  | Porsche                    |

Die außerdem vergebenen Titel in der LMP2-Klasse werden hier nicht gezeigt, da diese nur in gemeinsamen Rennen mit dem ILMC in Sebring und auf der Road Atalanta vergeben wurden und außerdem in der LMP-Wertung mit inbegriffen sind.